# Hoare-Laval-Pakt
Der Hoare-Laval-Pakt war ein britisch-französischer Plan zur Beendigung des Abessinienkriegs zwischen Italien und Äthiopien durch Aufteilung Äthiopiens. Er wurde 1935 von den Außenministern der beiden Länder, Samuel Hoare und Pierre Laval, ausgehandelt und sollte die Basis für einen Beschluss des Völkerbunds in dieser Frage bilden. Vorgesehen war, den Italienern Teile der Regionen Ogaden und Tigray – insgesamt etwa ein Fünftel des äthiopischen Staatsgebiets – sowie wirtschaftliche Exklusivrechte in der gesamten Südhälfte Äthiopiens zuzusprechen. Im Gegenzug sollte Äthiopien Zugang zum italienisch-eritreischen Hafen Assab erhalten. Eine andere Variante sah nur die Übergabe des südlich von Assab gelegenen Raheita an Äthiopien vor (jedoch einschließlich jener Grenzgebiete Französisch-Somalilands, die Italien bereits im Mussolini-Laval-Abkommen vom Januar 1935 versprochen worden waren). Hintergrund für diese Italien gegenüber sehr großzügige Regelung war das Bemühen Frankreichs und Großbritanniens, eine politische Annäherung Italiens an das Deutsche Reich und ein völliges Auseinanderbrechen der Stresa-Front zu verhindern. Daneben sollte weiterer Schaden für den Völkerbund, dem beide kriegführenden Länder angehörten und dessen Sanktionen gegen den Angreifer Italien bis dahin weitgehend wirkungslos geblieben waren, abgewendet werden. Kurz vor der geplanten Vorlage des Plans vor dem Völkerbund im Dezember 1935 gelangte er an die Öffentlichkeit, wo er heftig kritisiert wurde und schließlich zum Rücktritt der beiden Minister führte. Dennoch präsentierte im Dezember 1935 auch Hoares Nachfolger Anthony Eden in Rom noch eine Variante seines eigenen, schon im August 1935 erstmals vorgestellten Plans, in welchem Großbritannien sogar selbst zugunsten Äthiopiens auf den britisch-somalischen Hafen Zeila verzichten wollte, sollte Italien nicht zum Verzicht auf Assab bereit sein (proposta Zeila, Zeila proposal).